# Alphonsine Mary
Alphonsine Mary, també coneguda com Fonfon o Miss Fonfon, nascuda Alphonsine Delphine Debus el 5 de febrer de 1903 al 6è districte de París i morta el 5 de maig de 1945 a Marsella, és una actriu francesa coneguda per interpretar el paper de Fonfon a la sèrie "Bébé" de Louis Feuillade, de la qual el seu germà n’era el protagonista.

## Biografia
Alphonsine Delphine Debus va néixer l'any 1903 al 3 rue Félibien, al 6è districte de París, filla natural de Juliette Lucie Debus, brocantera. L'artista líric Abélard (nascut Abeilard Clément Mary), resident a la mateixa adreça, va signar el seu certificat de naixement com a testimoni. El 1905, la mare d'Alphonsine va donar a llum un segon fill natural, Anatole Antoine Clément Debus. El 1913, aquest últim va ser legitimat pel matrimoni de la seva mare amb Abélard.
Al voltant de 1910, els dos nens van aparèixer a la sèrie "Bébé", còmic curtmetratges mutes dirigida per Louis Feuillade : el seu germà, sota el nom de Clément Mary, en el paper de l'heroi Jean-Joseph Labèbe, conegut com Bébé; i Alphonsine, més ocasionalment, en la de Fonfon, germana de Bébé. La col·laboració amb Louis Feuillade va acabar l'any 1913, el jove René Poyen, que va interpretar a Bout de Zan, esdevingué el protagonista de les següents pel·lícules en lloc de Clément Mary.
Els dos nens, sobrenomenats Bébé Abélard (o Petit Abélard) i Miss Fonfon (o conjuntament els « Petits Abélard »), van continuar breument la seva carrera als taulers en espectacles de còmics, acompanyats dels seus el pare Abélard i la seva mare, que es va convertir en cantant d'òpera amb el nom de Miss Mary o Mme Abélard. Clément Mary va reprendre la seva carrera cinematogràfica a la dècada de 1930 amb el nom de René Dary.
Alphonsine Mary va morir el 1945 a Marsella.

## Filmografia
- 1910 : Rêves enfantins : l'enfant
- 1910 : Bébé apache : Fonfon
- 1910 : La Trouvaille de Bébé
- 1911 : Bébé fait une fugue
- 1911 : Le Bracelet de la marquise : la germana
- 1911 : La Fille du juge d'instruction
- 1911 : Bébé roi
- 1911 : Bébé sur la Canebière
- 1912 : Bébé veut payer ses dettes : la germana petita de Bébé
- 1912 : Bébé devient féministe